# Саульський Юрій Сергійович
Ю́рій Сергі́йович Сау́льський (23 жовтня 1928, Москва — 28 серпня 2003) — радянський і російський композитор. Заслужений діяч мистецтв РРФСР (1978). Народний артист РРФСР (1990).

## Біографічні відомості
1946 року закінчив музичне училище при Московській консерваторії (клас валторни). 1954 року закінчив теоретико-композиторський факультет Московської консерваторії.
Похований в Москві на Ваганьковському кладовищі.

## Творчість
Першу пісню — «Залізна воля народу» — написав 1949 року (друга премія на конкурсі серед студентів Московської консерваторії).
Автор багатьох популярних пісень («Чорний кіт», «Тополиний пух», «Нічий», «Сніжинка», «Тетянин день»).
Був президентом міжнародного джазового ангажементу, віце-президентом Міжнародної спілки діячів естрадного мистецтва.

## Фільмографія
- «Дівчина з гітарою» (1958, у співавт.)
- «Пастка» (1966)
- «Плюс електрифікація» (1972, мультфільм)
- «Нові великі неприємності» (1973, мультфільм)
- «Молодильні яблука» (1974, мультфільм)
- (рос.)«С бору по сосенке» (1974, мультфільм)
- «Йшов трамвай десятий номер» (1974, мультфільм)
- «Склянка води» (1979)
- «Хто отримає приз» (1979, мультфільм)
- «Велика естафета» (1979, мультфільм)
- «Альоша» (1980)
- «В останню чергу» (1981)
- «Подорож буде приємною» (1982)
- «Дитячий світ» (1982)
- «Господиня дитячого будинку» (1983)
- «Другий раз в Криму» (1984)
- «Два квитки до Індії» (1985, мультфільм)
- «Очна ставка» (1986)
- «Острів загиблих кораблів» (1987)
- «Без сонця» (1987)
- «Слідопит» (1987)
- «Радості земні» (1988)
- «Гол у Спаські ворота» (1990)
- «Жіночий день» (1990)
- «Кремлівські таємниці шістнадцятого століття» (1991)
- «Не питай мене ні про що» (1991)
- «Дім на Різдвяному бульварі» (1992)
- «Помста блазня» (1993)
- «Якби знати...» (1993)
- «Привид будинку мого» (1994)
- «Мещерські» (1995)
- «Ах, навіщо ця ніч...» (1997)
- «Мама» (1999) та ін.